# East Entrance Residence
Ne doit pas être confondu avec East Entrance Checking Station.
La East Entrance Residence est une maison américaine dans le comté de Kane, dans l'Utah. Située à l'entrée est du parc national de Zion, elle a été construite en 1934 dans le style rustique du National Park Service. Elle est inscrite au Registre national des lieux historiques depuis le 14 février 1987.